# Aritmetiskt medelvärde
Aritmetiskt medelvärde, ofta bara kallat medelvärde, är det genomsnittliga värdet av en uppsättning tal {\displaystyle \{x_{1},x_{2},\cdots ,x_{n}\}} och definieras som
{\displaystyle {\bar {x}}:={\frac {1}{n}}\sum _{i=1}^{n}x_{i}}

## Aritmetiskt medelvärde av två tal
Det aritmetiska medelvärdet av två reella tal, {\displaystyle x_{1}} och {\displaystyle x_{2}}, är det reella tal, {\displaystyle {\bar {x}}}, som ligger mitt emellan de två talen:
{\displaystyle {\bar {x}}={\frac {x_{1}+x_{2}}{2}}}
Det aritmetiska medelvärdet kan också uppfattas som en tyngdpunkt. Likna den reella tallinjen vid en tunn bräda och placera två vikter på platserna {\displaystyle x_{1}} och {\displaystyle x_{2}} där varje vikt väger lika mycket. På platsen {\displaystyle {\bar {x}}} kan brädan balanseras.

### Aritmetiskt medelvärde av fler än två tal
Det aritmetiska medelvärdet av n stycken reella tal {\displaystyle x_{1},\cdots ,x_{n}} kan tolkas som tyngdpunkten för n stycken lika stora vikter utplacerade på platserna {\displaystyle x_{1},\cdots ,x_{n}}:
{\displaystyle {\bar {x}}={\frac {x_{1}+\cdots +x_{n}}{n}}.}

## Viktat aritmetiskt medelvärde
Om man istället för att placera ut lika tunga vikter på de n platserna lägger ut olika vikter, får man ett så kallat viktat aritmetiskt medelvärde:
{\displaystyle {\bar {x}}_{v}={\frac {v_{1}x_{1}+\cdots +v_{n}x_{n}}{v_{1}+\cdots +v_{n}}};}
På plats {\displaystyle x_{1}} placerar vi vikten {\displaystyle v_{1}}; på plats {\displaystyle x_{2}} placerar vi vikten {\displaystyle v_{2}}, och så vidare. Vi kan utgå ifrån att den sammanlagda vikten är lika med en viktenhet: 
{\displaystyle v_{1}+\cdots +v_{n}=1.}
Då blir det viktade aritmetiska medelvärdet en så kallad konvex linjärkombination (även kallad konvex kombination) av talen {\displaystyle x_{1},\cdots ,x_{n}}:
{\displaystyle {\bar {x}}_{v}=v_{1}x_{1}+\cdots +v_{n}x_{n}.}
Det aritmetiska medelvärdet är ett exempel på en konvex linjärkombination.

## Samband mellan aritmetiskt och geometriskt medelvärde
Det geometriska medelvärdet av två positiva reella tal, {\displaystyle x_{1}} och {\displaystyle x_{2}}, är det reella talet
{\displaystyle {\tilde {x}}=(x_{1}\cdot x_{2})^{\frac {1}{2}}}
Med hjälp av kvadreringsregeln från algebran går det att visa att det geometriska medelvärdet av två positiva tal aldrig kan vara större än det aritmetiska medelvärdet: 
{\displaystyle (x_{1}\cdot x_{2})^{\frac {1}{2}}\leq {\frac {x_{1}+x_{2}}{2}},\qquad x_{1},\,x_{2}\geq 0.}

### Härledning av sambandet för två positiva tal
Tillämpas kvadreringsregeln på uttrycket {\displaystyle (({\sqrt {x_{1}}}-{\sqrt {x_{2}}})/{\sqrt {2}})^{2}}, vilket alltid är positivt, erhålls
{\displaystyle 0\leq \left({\frac {{\sqrt {x_{1}}}-{\sqrt {x_{2}}}}{\sqrt {2}}}\right)^{2}={\frac {x_{1}-2{\sqrt {x_{1}\cdot x_{2}}}+x_{2}}{2}}={\frac {x_{1}+x_{2}}{2}}-(x_{1}\cdot x_{2})^{\frac {1}{2}}}
Vi ser också att de aritmetiska och geometriska medelvärdena är lika stora om, och endast om, {\displaystyle x_{1}} och {\displaystyle x_{2}} är samma tal.

### Utvidgning av sambandet till fler än två positiva tal
Genom att använda matematisk induktion, går det att visa att olikheten för aritmetiskt och geometriskt medelvärde gäller även för fler än två positiva tal:
{\displaystyle (x_{1}\cdot \cdots \cdot x_{n})^{\frac {1}{n}}\leq {\frac {x_{1}+\cdots +x_{n}}{n}},\qquad x_{1},\,\cdots ,x_{n}\geq 0}
Logaritmfunktionen visar att det geometriska medelvärdet är ett slags aritmetiskt medelvärde:
{\displaystyle \log(x_{1}\cdot \cdots \cdot x_{n})^{\frac {1}{n}}={\frac {\log x_{1}+\cdots +\log x_{n}}{n}}}
Olikheten mellan det aritmetiska och det geometriska medelvärdet följer då från olikheten
{\displaystyle \log x\leq x,\quad x>0.}
för logaritmfunktionen.

## Jämförelse med andra medelvärden

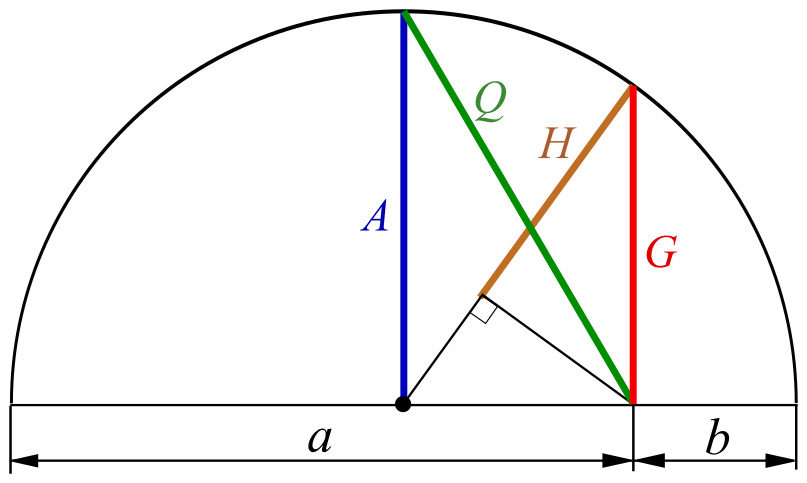
Geometrisk jämförelse av medelvärden

Medelvärden av två tal, a och b, kan konstrueras geometriskt med hjälp av en halvcirkel med diametern a + b.
A: Aritmetiska medelvärdet
Q: Kvadratiska medelvärdet
H: Harmoniska medelvärdet
G: Geometriska medelvärdet
Det framgår att
{\displaystyle {\bar {a}}_{Q}\geq {\bar {a}}_{A}\geq {\bar {a}}_{G}\geq {\bar {a}}_{H}}
Denna ordning gäller även för ett godtyckligt antal tal.